# Sabato, domenica e lunedì (album)
Sabato, domenica e lunedì è un album discografico del cantante italiano Nino Buonocore, pubblicato nella primavera del 1990 dalla EMI Italiana. Tutte le canzoni furono scritte da Nino Buonocore e Michele De Vitis. Il disco, trascinato anche dal singolo "Scrivimi" (secondo al Cantagiro e terzo tra gli italiani al Festivalbar), vendette quasi 300 000 copie. Registrato in gran parte a New York. L'album vede la partecipazione di Paul Griffin.

## Tracce

### Lato A
1. Solo un po' di paura
2. Scrivimi (Adelmo Buonocore, Michele De Vitis)
3. Abitudini
4. La terra dei diamanti
5. Prima di dormire

### Lato B
1. Sospetto d'amore
2. Oi señorita
3. Così distratti
4. Blu estate
5. Un breve respiro

## Formazione
- Nino Buonocore – voce, cori, chitarra acustica, sintetizzatore, chitarra elettrica
- Bernard Purdie – batteria
- Paul Griffin – pianoforte, Fender Rhodes
- Chuck Rainey – basso
- Ernesto Vitolo – sintetizzatore, tastiera, organo Hammond, pianoforte, Fender Rhodes
- Ralph MacDonald – percussioni
- Adriano Pennino – tastiera, organo Hammond
- Joe Amoruso – pianoforte
- Vittorio Cosma – sintetizzatore
- Rino Zurzolo – basso, contrabbasso
- Nico Di Battista – chitarra classica, chitarra elettrica
- Savio Riccardi – sintetizzatore
- Danny Gottlieb – batteria
- Lanfranco Fornari - batteria
- Peppe Sannino – percussioni
- Lew Soloff – tromba
- Dave Bargeron – trombone
- Marco Zurzolo – sax
- Alex Foster – sax alto
- R. Sikus Ricuarte – flauto
- Naimy Hackett, Gianni Guarracino, Luca Jurman, Moreno Ferrara – cori